# 神话 (电视剧)
《神话》，是一部由蒋家骏执导，上海上影英皇文化发展有限公司制作出品的大型科幻爱情历史剧。该剧改编自电影《神话》，由胡歌、白冰、张世等主演，于2010年1月2日在央视八套首播，并在土豆网和搜狐网进行网络同步首播。2010年4月7日起晚間八點在台灣中視首播，並以國語原音與配音雙語播出。中國大陸版標題由著名書法家關東升先生提寫。自2010年6月28日起周一至週五晚間八點由衛視做有線電視首播。

## 剧情简介
易小川、易大川是个性不同的两兄弟，大川和其父親是考古學博士，小川是「80后」( 1980年後出生者 ）的自由摄影师。
一个偶然的机会，小川得到了一块玉佩，这块玉佩曾多次救他性命。一次小川在帮助大川追逐盗墓贼时，偶然发现一块从秦朝流传下来的宝盒，并与玉佩起了反应。寶盒将小川和他的女朋友高嵐的哥哥高要带到兩千多年前的秦朝 ( 秦始皇時代 )，结交了楚人項梁、项羽、沛縣刘邦等历史人物，也認識了孟姜女、范喜良、呂雉、虞姬，以及當朝第一猛將蒙恬將軍。此后小川因自己胸前的虎符印，被蒙恬當成自己失散多年的弟弟蒙毅，而成為蒙家軍的一份子，在秦朝步步高升，效忠秦始皇和太子扶蘇；但在蒙恬引薦小川入宮陛見前，小川早已與圖安國公主玉漱墜入愛河，怎奈玉漱因兩國和親而嫁秦始皇成了大秦皇妃，他們只能甘冒殺頭滅族的風險默默的進行這段刻骨铭心的爱情故事。他們利用小川無意間從現代帶來的手機暗通款曲，小川運用對電學的簡易常識，製做了一個小小發電機給手機充電，使手機可以一直保持有電狀態。
高要則因自己貪小便宜又喜攀附權貴的個性，糊里糊塗的被閹割成了太監，他的報復心重，而拼命趨炎附勢往上爬，終於成為隨侍秦皇、權傾朝野的大宦官，秦皇另賜他名為趙高，與丞相李斯狼狽為奸；在秦始皇東巡至沙丘平台時，暗中羞辱秦始皇致死，但對外宣稱皇帝病死，之後矯詔殺嗣承大統的太子扶蘇，擁公子胡亥為二世皇帝傀儡政權，繼續指鹿為馬、剷除異己的大肆弄權。
小川的經典名言是：「不知不覺我們都成為了歷史的一部分，每次我們想改變歷史，可是所做的一切，又都成為了歷史。」他阻止不了趙高禍國殃民，阻止不了焚書坑儒，阻止不了興建皇陵的七十萬民夫殉葬，阻止不了因矯詔使太子扶蘇飲恨自刎，阻止不了楚漢相爭，阻止不了霸王別姬和烏江自刎的悲劇收場……
而在现代 ( 2010 年 )，大川等人也在根据文物的线索、透過暱稱為「千年老妖」的神秘網友寻找失踪的小川和高要，并与神秘黑袍人為首的一帮歹徒争夺宝盒；而千年老妖和神秘黑袍人此二人，又悄悄扮演了舉足輕重、讓觀眾嘆為觀止的角色……

## 演员阵容
- 粗體字為主要角色

### 穿越時空人物
| 演員 | 角色     | 設定 | 备注             | 配音(台視) |
| 胡歌 | 易小川   | 26歲，本來只是普通的80後時期攝影師，卻因為保護哥哥大川研究的古文物時，和盜賊追逐時發現的寶盒，而落入過往秦漢時期的時空中，结识众多历史人物，与图安公主玉漱经历一段刻骨铭心的爱情。在秦朝，他摸爬滚打历经磨砺，学会如何为人处事，逐渐成长为肩负重任、心怀天下的将军蒙毅。在乱世中的他想要拥有一份永恒的爱情，却屡次因外界的阻挠而与幸福擦肩而过。苦等千年，本以为可以与玉漱终生厮守，却没想到最终换来的仍是一场空。结局：独活两千年，回到现代时因天宫塌陷而使长生药失效，孤老一生。 | 一人飾演两個身份 | 李景唐     |
| 胡歌 | 蒙毅     | 蒙恬之弟，真實身分是穿梭時空的易小川，身上擁有蒙家才有的印記。真正的蒙毅不知去向。 | 一人飾演两個身份 | 李景唐     |
| 胡歌 | 千年老妖 | 網路暱稱，經常給予大川指點迷津。真實身分是活了2千年的易小川。 | 一人飾演两個身份 | 李景唐     |
| 張世 | 高要     | 研究所廚師長，易小川之女朋友高嵐的哥哥，和小川一同掉入過往的時空。他的恨意积压千年，在世俗的沉浮中逐渐丧失自我，直到失去自己最后的生命，但始终疼爱妹妹高岚。结局：独活两千年，回到现代后造成天宫塌陷、长生药失效，在逃出天宫时跌入深淵。 | 一人分飾兩個身份 | 魏伯勤     |
| 張世 | 趙高     | 真實身分是穿梭時空的高要，原是小餐館中的廚子，因為劉邦的陷害進入宮中作奴隸，從御膳房廚子、胡亥府廚子、總管太監、成為權傾朝野的中車府令。在第23集時前中車府令身故後接任，因其祖籍邯鄲，屬趙國國界。特賜姓趙，改名趙高。因為初入宮中受欺負，為求安穩，立志要成為最有權勢的宦官，野心驅使，所有積壓的仇恨開始爆發，心理極度扭曲的他變得自私、殘忍，並與昔日的好友易小川反目成仇，卻惟獨對非亲妹妹小月疼愛有加。                                                                       | 一人分飾兩個身份 | 魏伯勤     |
| 張世 | 黑袍人   | 真實身分是活了2千年的高要。 | 一人分飾兩個身份 | 魏伯勤     |

### 現代
| 演員   | 角色   | 設定 | 备注             | 配音(台視) |
| 任泉   | 易大川 | 小川的哥哥，是一位考古學博士，後來和高嵐交往。 |                  |            |
| 張萌   | 高嵐   | 山風汽車老闆，小川在现代第27任女友，後來和大川交往。 | 古代饰小月／虞姬 | 魏晶琦     |
| 徐敏   | 易所長 | 研究所所長，大川和小川的父親，和大川一樣愛好考古研究。 |                  |            |
| 許娣   | 易媽媽 | 金行者後人，大川與小川的母親，擁有寶盒扣龍鎖的其中一支鑰匙。金行者精通金屬手工、鎖簧機關。有可能是真正蒙毅的後代。                                                             |                  |            |
| 李必驅 | 長者   | 木行者後人，居住在伏虎村，擁有寶盒扣龍鎖的其中一支鑰匙。 |                  |            |
| 趙聰   | 羅拉   | 火行者後人，趙氏集團總經理，贊助易所長古物研究，自小父母雙亡，被黑袍人（高要）收養成為手下，深愛著黑袍人。於第五十集天宮塌陷時為了保護透露真實身分的黑袍人高要遭落石擊中身亡。 |                  |            |
| 馬文龍 | 画家   | 水行者後人，於烏江邊相遇，當時憑著夢中記憶畫了一幅項羽自刎於烏江的山水畫，擁有寶盒扣龍鎖的其中一支鑰匙。                                                                       | 古代饰扶蘇       | 魏伯勤     |
| 高珑珂 | 青青   | 土行者後人，導遊，與大川他們在長城相識，擁有寶盒扣龍鎖的其中一支鑰匙。 |                  |            |
| 閆彥龍 | 葉楓   | 黑袍人的手下，於第五十集天宮塌陷時遭落石擊中身亡。 |                  |            |
| 張傳國 | 鞭子   | |                  |            |
| 石國棟 | 馬哥   | |                  |            |
| 福海   | 吴天   | 葉楓的手下。 |                  |            |
| 王冠男 | 吴地   | 葉楓的手下。 |                  |            |
|        | 老周   | 研究所新任廚師長。 |                  |            |

### 古代
| 演員   | 角色       | 設定 | 备注                           | 配音(台視) |
| 白冰   | 玉漱公主   | 圖安國的公主，被秦始皇封為玉美人，後加封為麗妃娘娘，和小川相愛，却困于皇陵两千年。可玉漱依然等待着与易小川重聚的一天。结局：独活两千年，因天宮塌陷而使長生藥失效，在逃出天宫时腰部受伤而死。 |                                |            |
| 張萌   | 虞姬／小月 | 本來是宮女，外貌與高嵐相似被高要發現後被高要疼愛有加，當作親妹妹看待，暗中心儀小川，服侍麗妃。後來和小川一同從咸陽離去後嫁給項羽，改名虞姬，最後在烏江戰死。                                 | 現代飾高嵐                     | 魏晶琦     |
| 譚凱   | 項羽       | 西楚霸王。在第一回就與小川認識，結為兄弟。最後和小月相愛。後來在烏江與劉邦決戰時自刎而死。                                                                                                   |                                |            |
| 李易祥 | 劉邦       | 漢高祖。性格奸詐，陷害高要與小川服衙役，導致了高要成為太監的罪魁禍首。 |                                | 符爽       |
| 陳紫函 | 吕雉       | 為愛不擇手段，喜歡小川但被小川因無法違背歷史而遭拒。最後為了報復小川嫁给劉邦。 |                                | 魏晶琦     |
| 董子午 | 項梁       | 項羽的叔父，在第一回時，本來在刑場要被處死，卻被搞不清楚自身何處的小川所救。 |                                |            |
| 陳啟國 | 呂公       | 吕雉和呂素之父，很有名望。 |                                |            |
| 金莎   | 呂素       | 深愛著小川，照顧染上瘟疫的小川時被小川感染後不治死亡（第8集）。 | 剧中并未交代其是否历史人物吕媭 |            |
| 楊樹田 | 崔文子     | 醫術高明，亦是小川忘年之交。有「酒中仙」之稱。 |                                |            |
| 劉騰遠 | 龐副將     | 小川被劉邦安排送往修築長城做苦力之時的統領，和小川單挑後欣賞小川，後來又成為蒙恬麾下。 |                                | 符爽       |
| 宋欣潔 | 德香       | 匈奴女杀手，被易小川要回而免死，後作易小川的女僕，與龐副將相爱，蒙家軍特殊部隊飛虎隊隊長。大秦與匈奴交戰時，請辭回去帶領匈奴打仗，被蒙家軍殺死。                                             |                                |            |
| 王駒   | 田伍長     | 蒙家軍特殊部隊飛虎隊成員，擅長飛簷走壁、潛行蟄伏、暗器投毒、夜行突擊。 |                                |            |
| 張衛   | 高漸離     | 擅長擊筑出神入化。荊軻之好友。荊軻死後自殘雙眼，於宮中演奏時伺機刺殺秦始皇失敗，死後遭碎屍萬段。                                                                                             |                                |            |
| 丁子峻 | 蒙恬       | 三十萬蒙家軍統領，蒙毅之兄長，公子扶蘇之師父。從邊防駐守趕回咸陽城中遭刺客以毒暗殺，於第33集毒發身亡。                                                                                       |                                |            |
| 臧金生 | 秦始皇     | |                                | 李香生     |
| 馬文龍 | 扶蘇       | 秦始皇的長子，名望高而極度受到推崇的皇子。 | 現代飾画家（水行者後人）       | 魏伯勤     |
| 彭大雄 | 胡亥       | 秦始皇次子，受到趙高利用。 |                                |            |
| 劉小溪 | 李斯       | 秦朝丞相。 |                                | 李景唐     |
| 石天碩 | 李由       | 李斯之子，三川郡守，蒙恬門生，喜歡小月。後因趙高的諫言，代替蒙毅接掌蒙家軍。抗击易小川兵败后自杀。                                                                                           |                                |            |
| 董可飛 | 三寶       | 在小川於咸陽居住時，被其看到因偷東西受主人虐待而贖回，一直跟在小川身邊，后被威逼利诱投靠赵高，但後來在小川和小月於咸陽離去時仍然掩護二人。                                                   |                                | 符爽       |
| 周野芒 | 范增       | 深受項羽信賴的軍師。被項羽尊稱為「亞父」。 |                                |            |
| 一真   | 金將軍     | 圖安國的第一勇士。被赵高利用刺杀政敌，但刺杀李斯时被赵高诱捕，酷刑而死。 |                                |            |
| 王之夏 | 圖安王后   | 刺殺秦始皇失敗，秦始皇賜毒酒自盡。 |                                | 魏晶琦     |
| 衛萊   | 孟姜女     | 尋找丈夫范喜良十年。 |                                |            |
| 朱洪濤 | 范喜良     | 孟姜女之夫，曾在去修築長城途中快死被小川所救，後病死，孟姜女為之哭泣，就有了孟姜女哭倒長城的故事。                                                                                           |                                |            |
| 佟小虎 | 前中車府令 | 內務府官職，掌管皇帝玉璽。因食用陝縣縣令趙高送的千年老山參，導致熱氣上湧七竅噴血而氣絕身亡。                                                                                                 |                                |            |
| 趙芙麗 | 奶娘       | |                                |            |
| 石雲鵬 | 劉盈       | 汉惠帝，劉邦和呂雉之子。 |                                |            |
| 趙暉   | 陳永厲     | |                                |            |
| 張山   | 圖安國王   | |                                |            |
| 彭志   | 天煞       | 趙高手下殺手之一，和地煞、鬼煞合稱隴西三煞，排行老大。 |                                |            |
| 李冰   | 地煞       | 趙高手下殺手之一，和天煞、鬼煞合稱隴西三煞，排行老二。 |                                |            |
| 高院鋒 | 鬼煞       | 趙高手下殺手之一，和天煞、地煞合稱隴西三煞，排行老三。 |                                |            |
| 張春仲 | 鍾離昧     | |                                |            |
| 張衛華 | 韓因       | |                                |            |
| 李烈   | 帕甲闊     | 戎狄首领，被田伍長刺殺身亡，被梟首。 |                                |            |
|        | 烏拓       | 帕甲闊手下，被龐副將殺死。 |                                |            |
|        | 蒯庖       | 蒙家軍士兵，深入敵營時被帕甲闊用弓箭射殺。 |                                |            |
|        | 單總管     | 胡亥宮中的大總管。 |                                |            |
|        | 痞子六     | 小月上街採買時，故意和小月碰撞，導致手中罐子摔到地上破碎，要小月賠錢。 |                                |            |
|        | 沈熊       | 替龐副將送耳環給德香的蒙家軍將士，於第34集與德香對話遭匈奴偷襲而死。 |                                |            |
|        | 陸大夫     | 製作陶俑現場的大夫。 |                                |            |
|        | 韓校令     | |                                |            |
|        | 北岩山人   | 崔文子的朋友，在皇陵附近的山洞裡修行，因為面門朝北，自號北岩山人。在山洞留下天宫圖纸跟刻下「別君且坐思過處、緣到自有破壁時」兩句話给易小川。                                                 |                                |            |

## 製作陣容
- 神话是根据电影版神话的改编，特意请来电影版神话的导演主演唐季礼、成龙担任艺术总监、总监制；由上影英皇公司制作，投资近4000万元。号称是中国大陆制作的首部穿越题材电视剧。
- 原創：李海蜀
- 總監製：成龍
- 出品人：楊受成、任仲倫
- 導演：蔣家駿
- 副導演：曹俊華、劉崇傑、何志濤、杜軍、江明平、費宇、小虎
- 執行導演：藍志偉
- 演員副導演：李雁、李文博、趙欽
- 藝術總監：唐季禮
- 武術指導：元彬、薛春煉、王飛龍
- 美術：黃為民、孫紅武、李傳、常林、週一峰、王士軍
- 攝影：彭學軍、江洪敏、王旭光、徐浩賢、陳明琦
- 統籌：聶磊、馬瑩、黃海彤、趙曉青
- 发行许可证：剧审字(2009)第030号
- 电视剧制作许可证：甲第008号

## 電視劇歌曲
| 曲序 | 曲目                 |                | 作曲                       | 演唱         |
| ---- | -------------------- | -------------- | -------------------------- | ------------ |
| 1.   | 穿越（片頭曲）       | 嚴丹丹         | 劉佳、嚴丹丹               | 張萌＆王海祥 |
| 2.   | 美麗的神話（片尾曲） | 王中言、嚴丹丹 | CHOI、JOON YOUNG（崔浚榮） | 胡歌＆白冰   |
| 3.   | 星月神話（插曲）     | 金莎           | 金莎                       | 金莎         |
| 4.   | 六字歌（插曲）       | 樊金明         | 王波                       | 黃嫣、陳佳峰 |
| 5.   | 記得彩虹（插曲）     | 陳少琪         | 金培達                     | 張萌         |

### 台灣
中天電視
| 曲序 | 曲目               |      | 作曲   | 演唱       |
| ---- | ------------------ | ---- | ------ | ---------- |
| 1.   | 天堂之後（片頭曲） | 廷廷 | 鼓鼓   | MP魔幻力量 |
| 2.   | 敢愛敢當（片尾曲） | 林夕 | 陳亦勤 | 丁噹       |

## 收視率

### 台灣中視
| 播映日期                | 週數 | 平均收視率 | 排名 | 備註                                       |
| ----------------------- | ---- | ---------- | ---- | ------------------------------------------ |
| 2010年4月7日－04月9日   | 1    | 1.89       | 4    | 60分鐘版，接於《青梅竹馬》後播出（1至3集） |
| 2010年4月12日－04月16日 | 2    | 2.02       | 3    |                                            |
| 2010年4月19日－04月23日 | 3    | 1.96       | 3    | 4/23起，每週五播出時間20:00-21:00          |
| 2010年4月26日－04月30日 | 4    | 1.81       | 3    |                                            |
| 2010年5月3日－05月7日   | 5    | 1.72       | 3    |                                            |
| 2010年5月10日－05月13日 | 6    | 1.96       | 3    | 5/14暫停播出                               |
| 2010年5月17日           | 7    | 2.20       | 3    | 5/17精彩完結篇                             |
| 平均收視率              | -    | 1.94       | -    |                                            |

- 同時段節目：
  - 大愛《愛在我心深處／愛的練習題》
- 由AGB尼爾森調查，調查範圍是四歲以上收看電視之觀眾。
資料來源：中時娛樂、凱絡媒體週報